# Partij tot Likwidatie van Nederland
De Partij tot Likwidatie van Nederland (PLN) was een politieke partij in Nederland in 1981.
Het belangrijkste punt was de opheffing van Nederland. Door de verkoop aan landen als Japan of rijke olielanden zou dan zoveel geld vrij komen, dat iedere Nederlander ongeveer een miljoen gulden zou krijgen.
Lijsttrekker en oprichter van de partij was Gerrit Kreuger.
De partij deed mee aan de Tweede Kamerverkiezingen van 1981 in de kieskringen IX (Amsterdam) en XI (Haarlem). Er werd een totaal van 826 stemmen behaald: Gerrit Kreuger kreeg 606 stemmen, Sijtje Bakker 74 en W.G. Boogaard 146. Dit was onvoldoende voor een zetel.
In 1986 deed de PLN niet mee aan de verkiezingen, naar eigen zeggen vanwege het wegvallen van de financiële steun van Hans van Brussel.
PvdA · CDA · VVD · D'66 · SGP · PPR · CPN · GPV · PSP · Rechtse Volkspartij · DS'70 · RKPN · Partij van Rijksgenoten · Kleine Partij · God Met Ons · Nederlandse Evolutie Partij · Leefbaar Nederland · SP · De Vrede Partij · RPF · Realisten '81 · IKB · NVU · Centrumpartij · Partij tot Likwidatie van Nederland · Wereld Welzijns Bewustwording · EVP · SOS